# 世界青少年囲碁選手権大会
世界青少年囲碁選手権大会（せかいせいしょうねんいごせんしゅけんたいかい、世界青少年圍棋錦標賽、World Youth Go Championship）は、台湾の応昌期囲棋教育基金会の主催する囲碁の大会。青少年の囲碁レベル向上を目的として、1984年に開始。第6回からは12歳以下の少年組と16歳以下の青年組が行われる。
- 主催 応昌期囲棋教育基金会

参加国は、中国、台湾、日本、韓国、シンガポール、タイ、米国、カナダなど。過去の優勝者や入賞者には、1988年の常昊など、その後の世界トップクラスの棋士になった選手多く、後に応昌期杯世界プロ囲碁選手権戦で戦うこともある。
第36回までの少年組1位の国籍は中国17回、韓国16回、台湾2回、日本1回（関航太郎）。青年組1位の国籍は中国20回、韓国10回、台湾1回。
少年組と青年組の両方で1位となった選手は、夏銜譽、李康、韓升周、柯潔、李欽誠の5名。
ルールは応昌期ルール。

## 過去の成績
| 回次 | 年度 | 開催地           | 少年組1位      | 少年組2位                   | 青年組1位    | 青年組2位      |
| ---- | ---- | ---------------- | -------------- | --------------------------- | ------------ | -------------- |
| 1    | 1984 | 台北             | 金栄桓（韓）   | 楊嘉栄（台）                |              |                |
| 2    | 1985 | 台北             | 孔柄柱（韓）   | Janice Kim（米）            |              |                |
| 3    | 1986 | 台北             | 李相勲（韓）   | 菊川幹敏（日） 施懿宸（台） |              |                |
| 4    | 1987 | 香港             | 余平（中）     | 崔皓哲（韓）                |              |                |
| 5    | 1988 | パリ             | 常昊（中）     | 劉菁（中）                  |              |                |
| 6    | 1989 | シンガポール     | 夏銜譽（台）   | 孟志旻（韓）                | 金萬樹（韓） | 劉軼一（中）   |
| 7    | 1990 | 桂林             | 李君凱（韓）   | 周俊勲（台）                | 夏銜譽（台） | 金萬樹（韓）   |
| 8    | 1991 | 寧波             | 韓文徳（韓）   | 長谷川広（日）              | 王磊（中）   | 朱阿逸（中）   |
| 9    | 1992 | サンノゼ         | 林至涵（台）   | 李世乭（韓）                | 周鶴洋（中） | 周俊勲（台）   |
| 10   | 1993 | オタワ           | 王尭（中）     | 李熙星（韓）                | 安祚永（韓） | 羅洗河（中）   |
| 11   | 1994 | サンフランシスコ | 古力（中）     | 趙漢乗（韓）                | 安達勲（韓） | 周波（中）     |
| 12   | 1995 | アムステルダム   | 李秀勇（韓）   | 楊碩（中）                  | 黄奕中（中） | 金江根（韓）   |
| 13   | 1996 | ソウル           | 朴永訓（韓）   | 陳詩淵（台）                | 胡耀宇（中） | 庾炅旻（韓）   |
| 14   | 1997 | 南投             | 李映九（韓）   | 陳詩淵（台）                | 劉熙（中）   | 朴柄奎（韓）   |
| 15   | 1998 | 貴陽             | 李康（中）     | 徐玄碩（韓）                | 劉星（中）   | 尹赫（韓）     |
| 16   | 1999 | シンガポール     | 景石（中）     | 蕭正浩（台）                | 彭筌（中）   | 李在文（韓）   |
| 17   | 2000 | プラハ           | 姜東潤（韓）   | 黄晨（中）                  | 許映皓（韓） | 王雷（中）     |
| 18   | 2001 | マウイ島         | 孔現俊（韓）   | 謝依旻（台）                | 金玄垣（韓） | 田沢和也（日） |
| 19   | 2002 | バリ島           | 周睿羊（中）   | 李竑霆（台）                | 李康（中）   | 饒瑞雍（台）   |
| 20   | 2003 | 上海             | 姜儒澤（韓）   | 金磊（中）                  | 陳耀燁（中） | 柳東完（韓）   |
| 21   | 2004 | バンクーバー     | 朴廷桓（韓）   | 佟禹林（中）                | 古霊益（中） | 洪基杓（韓）   |
| 22   | 2005 | バルセロナ       | 廖行文（中）   | 羅玄（韓）                  | 宋相旼（韓） | 唐韋星（中）   |
| 23   | 2006 | 深圳             | 羅玄（韓）     | 楼雲逍（中）                | 彭立尭（中） | 姜儒澤（韓）   |
| 24   | 2007 | ボストン         | 韓升周（韓）   | 曹聡（中）                  | 閔詳然（韓） | 廖行文（中）   |
| 25   | 2008 | 貴陽             | 柯潔（中）     | 一力遼（日）                | 姜秉券（韓） | 羋昱廷（中）   |
| 26   | 2009 | 長治             | 楊鼎新（中）   | 申旻埈（韓）                | 李軒豪（中） | 朴民奎（韓）   |
| 27   | 2010 | 台湾             | 李欽誠（中）   | 申旻埈（韓）                | 韓升周（韓） | 趙宝竜（中）   |
| 28   | 2011 | ブカレスト       | 廖源培（中）   | 陳祈睿（台）                | 柯潔（中）   | 宋相勲（韓）   |
| 29   | 2012 | 洛陽             | 王世一（中）   | 蔡理炫（韓）                | 李欽誠（中） | 小山空也（日） |
| 30   | 2013 | プラハ           | 関航太郎（日） | 李煜培（中）                | 王澤錦（中） | 芝野虎丸（日） |
| 31   | 2014 | クアラルンプール | 黄明宇（中）   | 施景堯（台）                | 許嘉陽（中） |                |
| 32   | 2015 | 哈爾浜           | 王昌昊（中）   | 余炳葟（台）                | 李維清（中） | 賴均輔（台）   |
| 33   | 2016 | 東京             | 廉志雄（韓）   | 林勲（台）                  | 蔣其潤（中） | 林彦丞（台）   |
| 34   | 2017 | チエンマイ       | 王春暉（中）   | 徐靖恩（台）                | 王星昊（中） | 陳首廉（台）   |
| 35   | 2018 | バッハラッハ     | 肖沢彬（中）   | 金恩持（韓）                | 李沢鋭（中） | 鄭宇津（韓）   |
| 36   | 2019 | クアラルンプール | 鄭俊宇（韓）   | 嵯峨駿太郎（日）            | 梁洧準（韓） | 李昊潼（中）   |
| 37   | 2022 | (オンライン)     | 金河潤（韓）   | 栁原咲輝（日）              | 許一笛（中） | 崔勝喆（韓）   |

## 注
1. ↑  “☆☆祝・一力遼世界一☆☆―「つるりん式観る碁のすすめ」その1”.  日本棋院. 2024年9月13日閲覧。
2. ↑  https://www.yikeweiqi.com/news/topline/33538/
3. ↑  http://www.yigo.org/modules/newbb/viewtopic.php?topic_id=10134&forum=8&post_id=91132#forumpost91132
4. ↑  https://www.xuehua.us/2018/08/08/11岁的世界青少年围棋锦标赛冠军肖泽彬6段/
5. ↑  https://www.eurogofed.org/index.html?id=216
6. ↑  http://www.pgs2.net/modules/newbb/viewtopic.php?post_id=6024
7. ↑  Malaysia Weiqi Association「The 36th World Youth Goe Championship 2019」(2019.8.3)
8. ↑  弈棋[應氏盃世界青少年賽青年組-韓國梁洧準，少年組-韓國鄭俊宇 冠軍](2019.8.3)